# Велика Митьковщина
Велика Митьковщина (біл. Вялікая Міцькаўшчына) — село в складі Оршанського району розташованого у Вітебській області Білорусі. Село входить до складу Андрєєвщинської сільської ради.
Село Велика Митьковщина розташоване на півночі Білорусі, у південно-східній частині Вітебської області.